# Vicenza Volley 1993-1994

## Risultati ottenuti

### In Italia
- Serie A2: 9º posto
- Coppa Italia: